# Дом „Мориджи“
Дом „Мориджи“ (на италиански: Casa dei Morig(g)i) е историческа сграда на ул. „Мориджи“ 8 в Милано, Северна Италия. Сградата, датираща от XIV век в първоначалното си ядро, е една от най-старите запазени в града.

## История и описание
Днес видът на старинния външен дворец е видим само в терасата и в оригиналната кула, преструктурирана през XVII век и използвана като белведере. Вътре в двора има портик с йонийски колони, а на стълбището, преустроено през XVIII век, някога е имало стенописи.
Дворецът навремето е принадлежал на маркизите Мориджа или Мориджи. Той дава името си и на района, в който се намира: Квартал „Мориджи“ (Contrada dei Morigi). Изоставен е от семейството в края на XIX век.
Впоследствие сградата е заета от 23 семейства в типичната за периода логика на съвместното настаняване. През тези години тя преживява период на голям културен кипеж, но липсата на средства не подобрява структурния ѝ упадък до 2000-те години, когато община Милано поисква реституцията на сградата и компания поема преструктурирането. Към 2022 г. сградата е разделена и продадена на части, които служат за жилища.